# Aeroportul Amos/Magny
Aeroportul Amos/Magny (IATA: YEY, ICAO: CYEY) este un aeroport din Amos⁠(d), Abitibi⁠(d), Abitibi-Témiscamingue⁠(d), Provincia Québec, Canada ce deservește zona Amos⁠(d). Aeroportul a fost tranzitat în 2012 de 0 pasageri.
Situat la o altitudine de 326 m, aeroportul dispune de 1 pistă.

## Infrastructură

### Piste
Aeroportul dispune de o singură pistă. Pista are orientarea 14/32. 